# Oeneis walkyria
Oeneis walkyria är en fjärilsart som beskrevs av Johann Heinrich Fixsen 1887. Oeneis walkyria ingår i släktet Oeneis och familjen praktfjärilar. Inga underarter finns listade i Catalogue of Life.